# 巴讷 (马耶讷省)
巴讷（法語：Bannes，法語發音：[ban]）是法国马耶讷省的一个市镇，属于贡捷堡区。

## 地理
巴讷（47°58'55"N, 0°21'5"W）面积8.32 平方千米，位于法国卢瓦尔河地区大区马耶讷省，该省份为法国西北部内陆省份。
与巴讷接壤的市镇（或旧市镇、城区）包括：托里涅昂沙尔尼、维雷昂香槟、科塞昂香槟、索尔日。

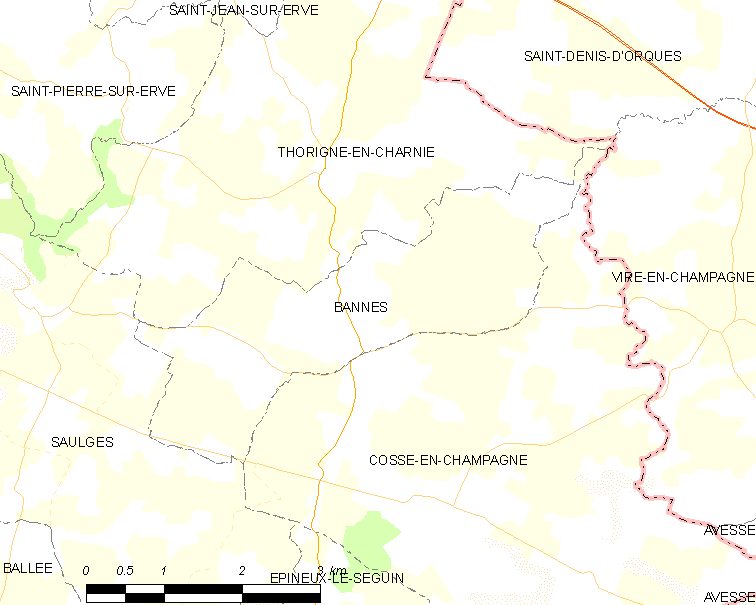
的OSM定位图

巴讷的时区为UTC+01:00、UTC+02:00（夏令时）。

## 行政
巴讷的邮政编码为53340，INSEE市镇编码为53019。

## 政治
巴讷所属的省级选区为梅莱迪迈讷县。

## 人口

1962-2008年间人口变化图示

巴讷于2022年1月1日时的人口数量为119人。